# Négrondes
Négrondes – miejscowość i gmina we Francji, w regionie Nowa Akwitania, w departamencie Dordogne.
Według danych na rok 1990 gminę zamieszkiwały 664 osoby, a gęstość zaludnienia wynosiła 33 osób/km² (wśród 2290 gmin Akwitanii Négrondes plasuje się na 601. miejscu pod względem liczby ludności, natomiast pod względem powierzchni na miejscu 525.).